# 시로키 미레이
시로키 미레이(일본어: 城妃 美伶 しろき みれい[*], 6월 12일 - )는 일본의 배우이다. 전 다카라즈카 가극단 하나구미ㆍ호시구미 여역 스타이다.
도쿄도 스기나미구, 후타바 중학교 출신이다. 키 162cm, 혈액형 B형, 애칭은 "미레이", "시로키미"이다.

## 약력
2009년, 다카라즈카 음악학교에 입학하였다.
2011년, 다카라즈카 가극단 97기생으로 입단. 입단 당시 성적은 3등. 호시구미 공연 「노바 보사 노바／만남은 다시 한번」으로 초무대를 했다.
2012년, 구미마와리를 거쳐 호시구미에 배속되었다.
2013년, 「로미오와 줄리엣」으로 신인공연 첫 히로인. 그 후, 다섯번에 걸쳐 신인공연 히로인을 맡았다.
2014년, 「카모메」으로 바우홀 공연 첫 히로인. 같은 해 10월 8일자로 하나구미로 조이동 하였다.
2016년, 「아이 러브 아인슈타인」으로 오우사키 아야카와 바우홀 공연 더블 히로인을 맡았다.
2019년, 「꽃보다 남자」 (TBS아카사카ACT시어터 공연)으로 동상 공연 첫 히로인. 마키노 츠쿠시 역을 맡았다. 같은 해 11월 24일, 아스미 리오 퇴단공연 「A Fairy Tale／샤름!」 도쿄 공연 천추락을 기해, 다카라즈카 가극단을 퇴단하였다.

## 인물
4살부터 클래식 발레를 배워, 발레리나를 목표로 하고 있었다.
초등학교 때, 소라구미 공연 「불꽃에 입맞춤을 / 네오·보야지」로 다카라즈카를 첫 관람했다. 그날부로 다카라즈카게 들어가기로 결심했다.
다섯번에 걸쳐 신인공연 히로인을 맡았고, 본 공연에서도 중요한 역할을 맡는 등, 미모의 여역으로 활약했다.

## 퇴단 후 주요 활동

### 무대
- 2021년 11 - 12월, 『GREASE』 (시어터크리에) - 마티
- 2022년 5 - 6월, 『바람의 검심 교토편』 (IHI스테이지어라운 도쿄) - 타카나 메구미
- 2022년 12월, 『이브의 시간』 (박물관극장)

## 수상이력
- 2015년, 『한큐스미레회 팬지상』 - 신인상